# Letten (Gestein)
Der Letten (auch Lett, Lette oder Lätt) ist ein oft schluffiger bis sandiger Ton mit geringer Beimengung von Kalk. Das Sediment ist von grauer Farbe, andere Färbungen sind jedoch möglich. Das Wort ist eine Bezeichnung für schwach verfestigte Schiefertone aus dem späten Paläozoikum und dem Mesozoikum, für die entsprechenden Lockergesteine aus dem Känozoikum wird seine Verwendung nicht empfohlen.
Ähnlich wie bei Lehm entstehen wegen der Mineralbestandteile und guter Speicherfähigkeit meist fruchtbare Böden.
Füllt der Letten einen Kluftraum aus, wird er Kluftletten genannt. Dünne Beläge auf Kluftflächen heißen Lettenbestege.

## Wortherkunft
Letten stammt aus der Umgangssprache und hat die Bedeutung‚ unbrauchbares Gestein‘ (zumeist handelt es sich dabei um Tone) bis hin zu oberdeutsch dialektal lebend allgemein  ‚feucht-schlammiger Boden, lehmiger Matsch‘. Der preußische König Friedrich Wilhelm IV. beispielsweise lehnt die ihm 1849 angebotene Erbkaiserwürde mit der Bemerkung ab, diese sei nur „aus Dreck und Letten“ gebacken.
Von Vorkommen des Gesteins leiten sich auch mehrere geographische Namen ab, z. B. Letten (Ortsteil von Zürich), Lettenbach und Lettenhof, sowie verschiedene Familiennamen.